# Adelomorpha
Adelomorpha là một chi bướm đêm thuộc họ Gelechiidae.